# Salomè Alessandra
Salomè Alessandra, o anche Alessandra Salome (ebraico: שלומציון, Shelomtzion o ShlomTzion; 139 a.C. – 67 a.C.), è stata una sovrana ebrea antica, la seconda regina dopo Atalia (841-835 a.C.). Moglie di Aristobulo I e del di lui fratello Alessandro Ianneo, appartenente alla dinastia degli Asmonei, fu l'ultimo sovrano a morire alla testa di un regno ebraico indipendente in Israele, fino alla formazione del moderno Stato d'Israele.

## Biografia
Alla morte di Aristobulo (103 a.C.), sua moglie Alessandra ne liberò il fratello Alessandro Ianneo, che era tenuto in prigione. Durante il regno di Alessandro, Alessandra dovrebbe aver esercitato una tenue influenza sul re, considerando per esempio la politica reale contro la fazione dei Farisei.
Alessandra ricevette le redini del governo da Alessandro stesso nel 76 a.C., quando il marito morì nel campo di Ianneo davanti all'assediata fortezza di Ragaba: la morte del re venne nascosta fino alla presa della città, per permettere che l'assedio andasse avanti con lo stesso vigore.
Per un certo periodo Alessandra riuscì a tacitare il dissenso interno del regno, che esisteva al tempo della morte di Alessandro, riuscendo in ciò in maniera pacifica e senza detrimento per le relazioni politiche dello stato ebraico. Concesse inoltre ai Farisei il sostegno della monarchia asmonea, permettendo loro di divenire la classe governante di Giudea dopo un periodo di miseria sotto Alessandro. Venne ripristinato il Sinedrio e il figlio di Alessandra, Giovanni Ircano II, divenne il nuovo Sommo sacerdote.
Alessandra si curò di rinvigorire l'esercito e di consolidare le fortezze sulle frontiere, in modo da impressionare gli stati confinanti. Ordinò al figlio Aristobulo II di assediare Damasco, sebbene l'azione si concludesse senza successo.
Verso la fine del suo regno dovette soffrire l'opposizione interna: persino Aristobulo II si sollevò contro la madre, aspirando al trono. Alessandra morì però prima di doverlo affrontare, dopo nove anni di regno.